# Рубаев, Сапар
Сапар Рубаев (1919—апрель 1945) — советский военнослужащий, участник Великой Отечественной войны, полный кавалер ордена Славы, командир расчёта 76-миллиметровой пушки 232-го отдельного истребительно-противотанкового дивизиона 302-й стрелковой дивизии 60-й армии 1-го Украинского фронта, старшина.

## Биография
Сапар Рубаев родился в городе Павлодаре в 1919 году в семье рабочего. Казах. После окончания начальной школы работал в колхозе.
26 февраля 1940 года был призван в красную армию Павлодарским горвоенкоматом Казахской ССР. В июне 1941 года был отправлен на фронт. В 1943 году вступил в ВКП(б).
22 августа 1944 года старшина Сапар Рубаев — командир 76-миллиметровой пушки 232-го отдельного истребительно-противотанкового дивизиона вместе с орудийным расчётом уничтожил четыре огневые точки и свыше отделения фашистской пехоты у населённого пункта Мокрее. 23 сентября 1944 года за мужество и отвагу, проявленные в боях, он был награждён орденом Славы 3-й степени (№ 202843).
14 января 1945 года Сапар Рубаев вместе с расчётом уничтожил четыре пулемётные точки, несколько гитлеровцев, подбил вражескую автомашину с боеприпасами у населённых пунктов Кухары и Варовицы расположенныхна правом берегу реки Нида к юго-востоку от польского города Казимеж-Вельки. 17 февраля 1945 года старшина Рубаев за мужество и отвагу, проявленные в боях, был награждён орденом Славы 2-й степени.
С 10 по 20 марта 1945 года Сапар Рубаев и вверенный ему расчёт в боях за населённые пункты Ридгрунт, Зассштадт, Кёнигсдорф и Леобшютц, расположенных в 10—15 км к северо-западу от польского города Рацибуж, прямой наводкой разбил 17 пулемётных точек, 4 повозки с боеприпасами, рассеял до взвода пехоты, подавил огонь миномётной батареи, захватил в плен одного гитлеровца.
В апреле 1945 года Сапар Рубаев пропал без вести. 29 июня 1945 года за образцовое выполнение заданий командования в боях с немецко-фашистскими захватчиками Указом Президиума Верховного Совета СССР старшина Сапар Рубаев был награждён орденом Славы 1-й степени, стал Полным Кавалером ордена Славы.

## Награды
- Ордена Славы 1-й, 2-й и 3-й степени
- Орден Красной Звезды
- Медали